# Burgruine Kaltenstein
Die Burgruine Kaltenstein ist die Ruine einer Höhenburg auf dem 502 m ü. NN hohen „Urleinsberg“ über Kaltenstein, einem Ortsteil der Gemeinde Röhrnbach im Landkreis Freyung-Grafenau in Bayern.
Heute ist die Ruine als landschaftsprägendes Baudenkmal D-2-72-141-32 „Burgruine, Bergfried der 1389 errichteten Burg, etwa 15 Meter hoher Turmrest über quadratischem Grundriss mit Pyramidendach, Bruchsteinmauerwerk, seit 1966 restauriert und zu Wohnzwecken ausgebaut“, sowie als Bodendenkmal D-2-7247-0034 „Archäologische Befunde und Funde des Mittelalters und der frühen Neuzeit im Bereich der Burgruine Kaltenstein“ vom Bayerischen Landesamt für Denkmalpflege erfasst.

## Geschichte
1389 erhielten Zacharias Haderer und seine Söhne Jobst und Lienhard vom Bistum Passau das Recht, auf dem Urleinsberg eine „Veste“ zum Schutz des Goldenen Steiges zu erbauen. Möglicherweise bestand aber schon vorher eine Burganlage auf dem Berg, die dem Geschlecht der Urleinsberger gehörte, sie soll zur Herrschaft Leoprechting gehört haben. 1390 verkauften die Haderer Burg Kaltenstein mit dem Berg an den Passauer Bischof Georg von Hohenlohe, sie kam also in den Besitz des Hochstiftes Passau, die Fürstbischöfe setzten anschließend Pfleger auf der Burg ein. Bekannte Pfleger waren ab 1414 die Häringer, die Leutfaringer, Gebinger, Tragenreuter, die Westenkirchner, Sturmberger, Tengler und die Lampoldinger. 1499 erhielt Christoph von Passau Schloss Kaltenstein für ein Anlehen von „dritthalbhundert Rheinischen Gulden nebst allen Zugehörungen, nämlich den Hofbau, zwei Lehen, samt Zehnt, Fischwasser, Holz, Wiesmad an den edlen und getreuen Georg Westenkirchen, seine Hausfrau Magdalena und ihren Sohne Thomas auf lebenslang“. 1582 kam die Burg von Bischof Urban von Trennbach als Lehen an Christoph Neuburger, den Hofkammerpräsidenten des Hochstiftes. 1595 erwarb Wolf von Buchleitner zu Satzbach Kaltenstein, 1692 erbten die Freiherren zu Sandizell die Anlage. 1699 kauften die Fürstbischöfe die Burg zurück, sie nutzten sie als Jagdschloss. Nach der Säkularisation 1802/03 kam die Burg in den Besitz des Bayerischen Staates, dieser verkaufte sie 1822 in bäuerliche Hände, ihre neuen Besitzer rissen die baufällig gewordenen Gebäude bis auf den Wohnturm ab, und nutzten die Steine für die umliegenden Höfe. 1846 wird sie vom Kunsthistoriker Bernhard Grueber als ruinös und verfallen bezeichnet. Kurz darauf erwarb der Heimatverein „Ritterbund von Kaltenstein“ die Burg, dieser konnte zumindest noch den Turm erhalten. Seit 1966 ist dieser Turm in Privatbesitz, er wurde 1975 instand gesetzt und ausgebaut, und wird bewohnt. Er kann nicht besichtigt werden.
Der quadratische und aus Bruchsteinmauerwerk bestehende Wohnturm hat eine Seitenlänge von 11 Meter bei einer Mauerstärke von 1,8 Meter. Er ist noch etwa 15 Meter hoch und weist vier Geschosse auf, abgeschlossen wird er heute durch ein Pyramidendach. Der Zugang liegt in zwei Meter Höhe. Im unteren Bereich stammt er noch aus dem Mittelalter, die Bausubstanz darüber entstammt dem 16. Jahrhundert. Daneben finden sich noch Reste einer Ringmauer sowie von Wall und Graben.